# Ixia vanzijliae
Ixia vanzijliae är en irisväxtart som beskrevs av Harriet Margaret Louisa Bolus. Ixia vanzijliae ingår i släktet Ixia och familjen irisväxter. Inga underarter finns listade i Catalogue of Life.